# Vatroslav Lisinski
Vatroslav Lisinski (Zagreb, 8 de julio de 1819-ibidem, 31 de mayo de 1854) fue un compositor croata. 

## Biografía
Su verdadero nombre era Ignacije Fuchs. Estudó música en Viena y Praga. Fue el primer compositor que escribió en croata, con la ópera Ljubav i zloba (Amor y malicia, 1846). Al no poder dedicarse plenamente a la música trabajó como funcionario. Su segunda ópera, Porin (1851), quedó sin estrenar durante vida del autor, hasta que fue representada en Zagreb en 1897.
La Sala de Conciertos Vatroslav Lisinski de Zagreb fue nombrada en su honor.